# Galeosoma vandami circumjunctum
Galeosoma vandami circumjunctum là một phân loài nhện trong họ Idiopidae.
Loài này thuộc chi Galeosoma. Galeosoma vandami circumjunctum được J. Hewitt miêu tả năm 1919.